# Брайзах-ам-Райн
Брайзах-ам-Райн (нем. Breisach am Rhein) — город в Германии, в земле Баден-Вюртемберг.
Подчинён административному округу Фрайбург. Входит в состав района Брайсгау-Верхний Шварцвальд. Население составляет 14 505 человек (на 31 декабря 2010 года). Занимает площадь 54,58 км². Официальный код — 08 3 15 015.
Город подразделяется на 4 городских района — Брайзах, Гюндлинген, Нидерримсинген и Оберримсинген — бывших самостоятельными коммунами до объединения в Брайзах-ам-Райн в 1970-е годы.

## История

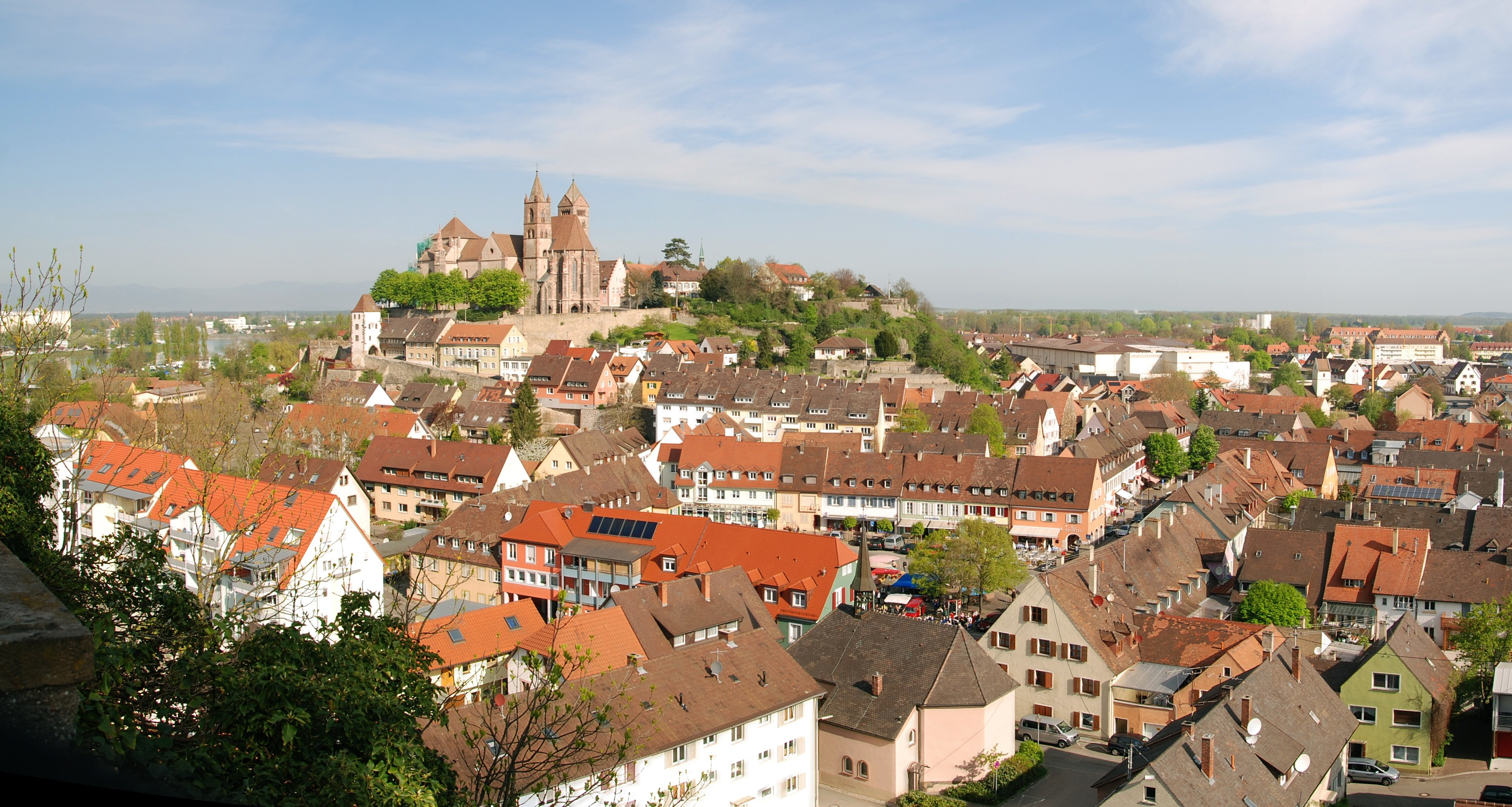
Вид на Старый город и собор св. Стефана

Город был построен в 369 году кельтами. Позже он был укреплён императором Валентинианом I. Первоначально город располагался на левом берегу Рейна, но после изменения его русла, оказался на правом берегу.
В 939 году город осажден и взят императором Оттоном.
В 1002 году разграблен герцогом Швабским Германом II.
С 1469 по 1474 годы им попеременно владели базельские епископы, графы церингенские и герцоги бургундские.
В 1633 году в ходе Тридцатилетней войны осаждался шведами. В 1638 году его взял после полугодовой осады герцог Бернхард Веймарский. По Вестфальскому миру Брейзах достался Франции, но в 1697 году согласно Рейсвейкскому мирному договору возвращен Германии, и слыл в то время одной из самых сильнейших крепостей.
В 1699 году французский король Людовик XIV велел Вобану построить на противоположном берегу город Нёф-Бризах и укрепление Мортье.
Из-за трусости комендантов Арко и Марсильи город в 1703 году снова попал под власть французов, которые вернули его только по Раштаттскому миру.
Император Карл VI пристроил новые укрепления и цитадель. В 1743 году, в ходе войны за австрийское наследство, при отступлении австрийцев укрепления города были подорваны.
С началом Революционных войн, французы в 1793 году обстреливали его с противоположного берега, но в 1796 году взяв город ещё более укрепили его и владели им до 1805 года. В 1806 году город был уступлен Великому герцогству Баден и по условиям договора, укрепления в нём были срыты.

## Климат
Суммарное годовое выпадение осадков составляет 638 мм. Самый сухой месяц — февраль, больше всего осадков выпадает в июне. В самом дождливом месяце осадков выпадает примерно в 2,3 раза больше, чем в самом сухом.

## Культура
С 1924 года в городе проводятся Брайзахские фестивали. Первоначально они проводились в большом театре под открытым небом. С 1961 года фестиваль проходил на Соборной горе (нем. Münsterberg) на фоне собора св. Стефана, а в 1962 году место проведения фестивалей перенесено на дворцовую площадь города, где была сооружена сцена и 748 сидячих мест для зрителей. Фестивали проходят в течение всего сезона с июня по сентябрь. Программа включает большое полнометражное представление и детский раздел. В 2008 году были представлены «Дама с камелиями» Александра Дюма и «Книга Джунглей» Редьярда Киплинга. Представление смотрели более 15 000 зрителей на дворцовой площади. В 2010 году зрители увидели фрагменты из произведения Агаты Кристи «Убийство в доме викария», а также «Маленькую русалочку» Ханса Кристиана Андерсена. В 2011 на сцене Брайзахского фестиваля были показаны «Граф Монте-Кристо» Александра Дюма, а в детской программе — сказка братьев Гримм «Чёрт и три золотых волоска».
В районе Оберримсинген небольшой театр размещается в замке Римсинген (Rimsingen), где проходят выступления кабаре, музыкальные шоу и художественные выставки.
В музее городской истории в Рейнских воротах (Rheintor), сохранившемся до наших дней фрагменте крепости в стиле европейского барокко (построены Жаком Тарадом около 1678 года), на 400 м² музейных площадей представлена богатая коллекция исторических экспонатов, документов и картин, рассказывающих об истории Брайзаха со времен каменного века до современности. Наряду с археологическими объектами, сокровищами собора и моделями Брайзахской крепости XVII—XVIII веков, в музее можно увидеть большую коллекцию картин местных художников XIX—XX веков. Также в музее проводятся сезонные тематические выставки, рассказывающие о более современных этапах истории города.

## Экономика и туризм
Основу экономики Брайзаха составляют виноделие и туризм. Кроме того, город является местом нахождения предприятия CEMAFER Gleisbaumaschinen und -geräte GmbH (производство путеукладчиков) и компании Maxit Deutschland GmbH, осуществляющей производство и реализацию строительных материалов.
В 1990-х — начале 2000-х туризм превратился в важную отрасль экономики города, значение которой постоянно возрастает. Организацией туризма занимается подразделение муниципалитета по туристическому сервису. Туристическая отрасль Брайзаха имеет высокий уровень внешнего и внутреннего маркетинга, высоко развито гостиничное обслуживание. Ежегодно около 650 000 туристов посещают город, в том числе примерно 20 % иностранных гостей.

## Транспорт

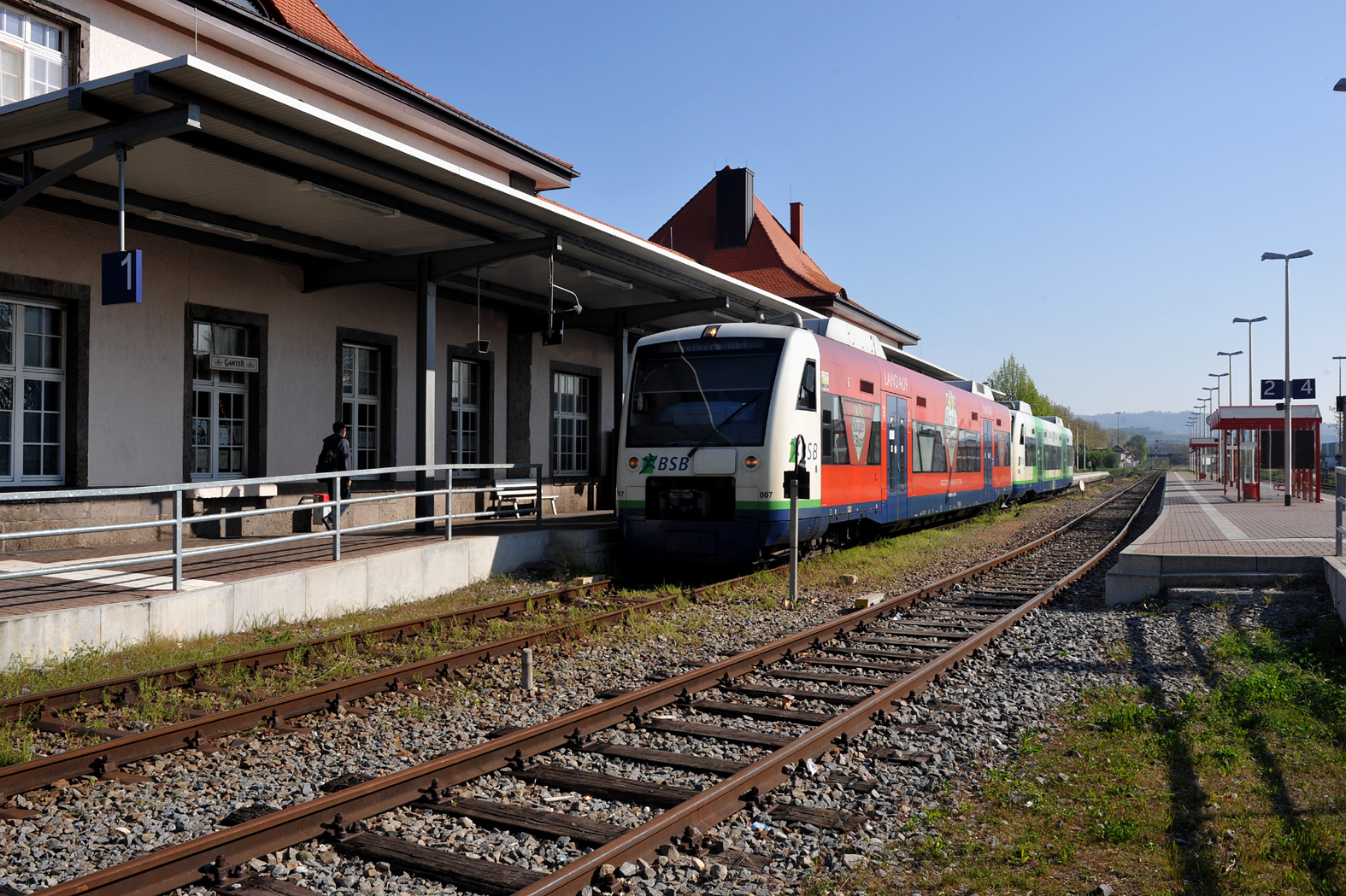
Вокзал Брайзаха

Межрегиональная железнодорожная сеть связывает Брайзах-ам-Райн с Фрайбургом, в который можно добраться фрайбургской городской электричкой, а также с Кайзерштулем, в который ведет Юго-западная транспортная линия.
Автобусный маршрут № 31 Freiburger Verkehrs AG осуществляет перевозку пассажиров во Фрайбург. Автобусный маршрут № 1076 SüdbadenBus GmbH перевозит пассажиров через Рейн в Ной-Брайзах и в Кольмар в Эльзасе. На двух городских автобусных маршрутах осуществляют перевозки компании Südbadenbus GmbH и Tuniberg Express.
Брайзах-ам-Райн связан автомобильной дорогой федерального значения B31 с Линдау на Боденском озере и дорогой D 415 с Кольмаром на французской стороне Рейна.
Брайзах расположен на Зелёном маршруте (Grüne Straße / Route Verte), который начинается в Вогезах и заканчивается в городе Линдау в Баварии.

## Собор Святого Стефана
Собор Святого Стефана в романском стиле был построен между концом XII столетия и 1230 годом. Позднее были пристроены хоры в стиле поздней готики в западной части храма.
В соборе хранится много предметов эпохи позднего средневековья. Так, в его западной части Мартином Шонгауэром в 1488-91 годах была создана монументальная картина с изображением Страшного Суда. На западной стене изображен Христос как всемирный судья, стоящий между святой Марией и Иоанном Крестителем. Главный алтарь является значимым образцом немецкого искусства периода перехода к эпохе Возрождения.
Наряду с датой завершения строительства алтаря (1526 год) можно также увидеть подпись «СВ», которая связывается исследователями с именем резчика по дереву Ханса Лоя. Однако, однозначное определение автора работы не представляется возможным.
Резная кафедра выполнена уже после 1597 года и содержит стилевые элементы эпохи Возрождения.
В 1996 году Францем Гутманном создан новый праздничный алтарь, под которым находится ларец с мощами святых покровителей города Гервасия и Протасия.
Фрагменты оконных витражей оформлены художником по стеклу Валентином Петером Фойерштайном, который создал также стеклянные окна евангелической церкви в Кайзерштуле и оконные розетки во Фрайбургском монастыре.

## Фотографии

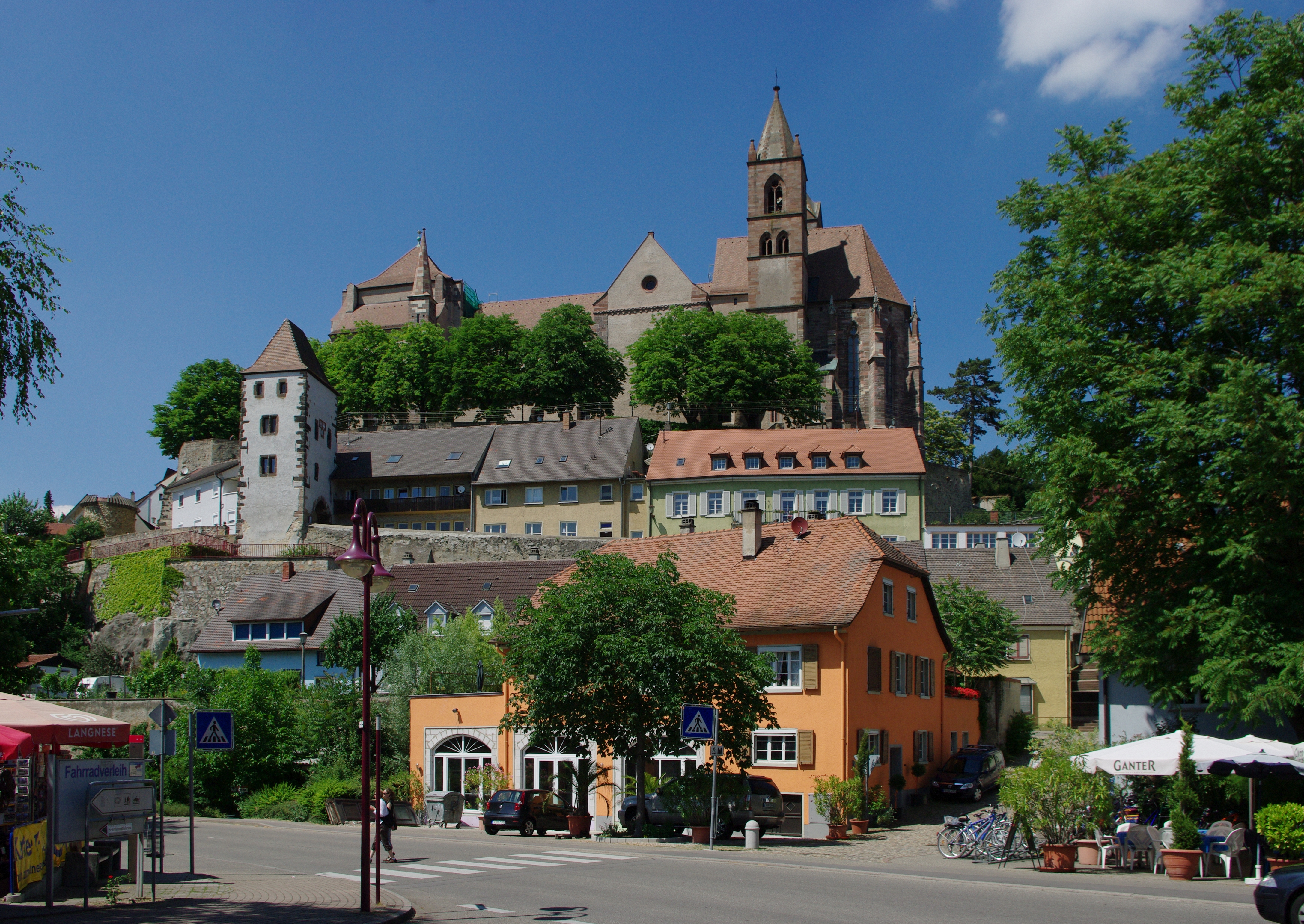
Мюнстерберг и мюнстер (собор) Святого Стефана
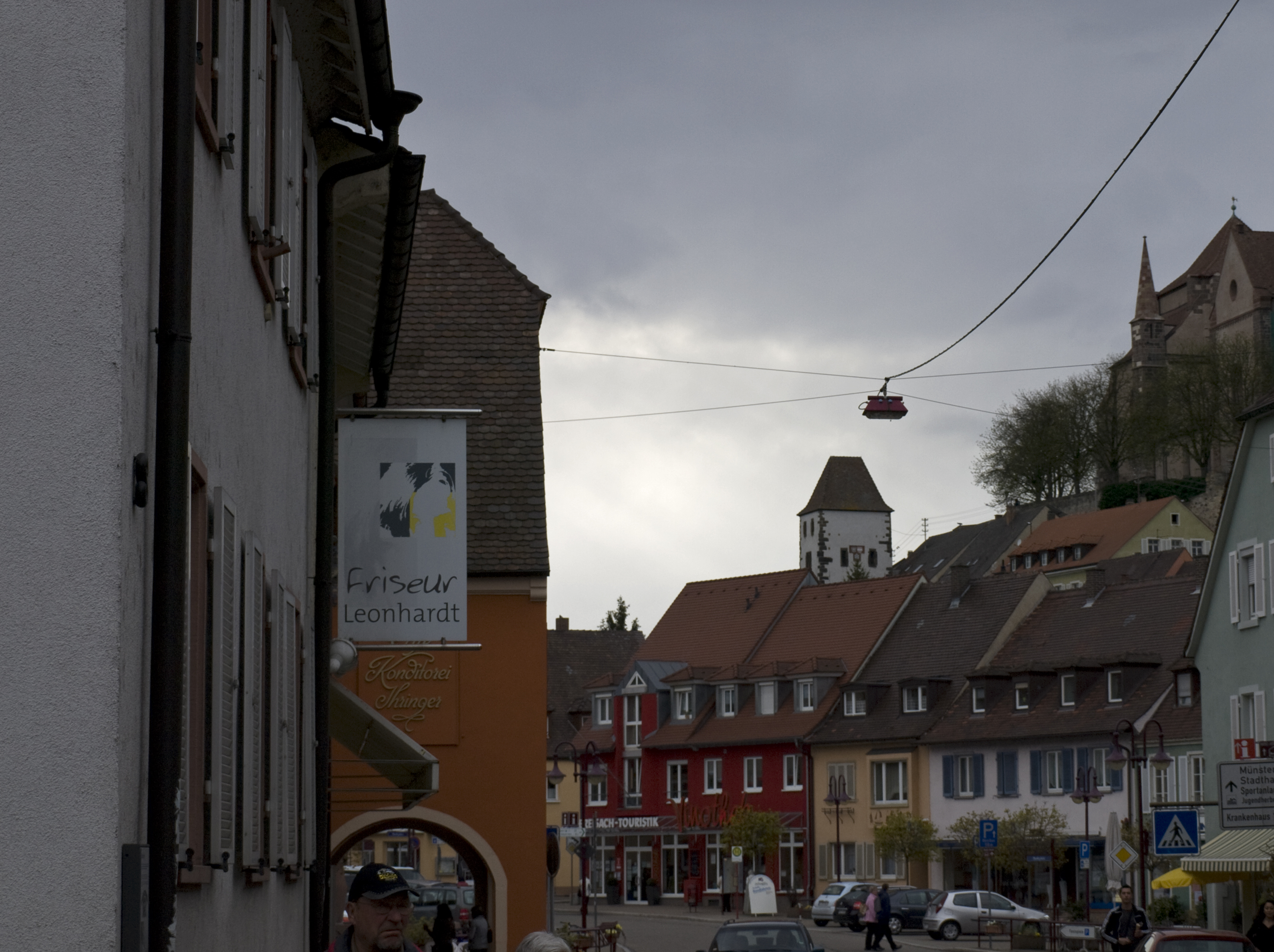
Рыночная площадь
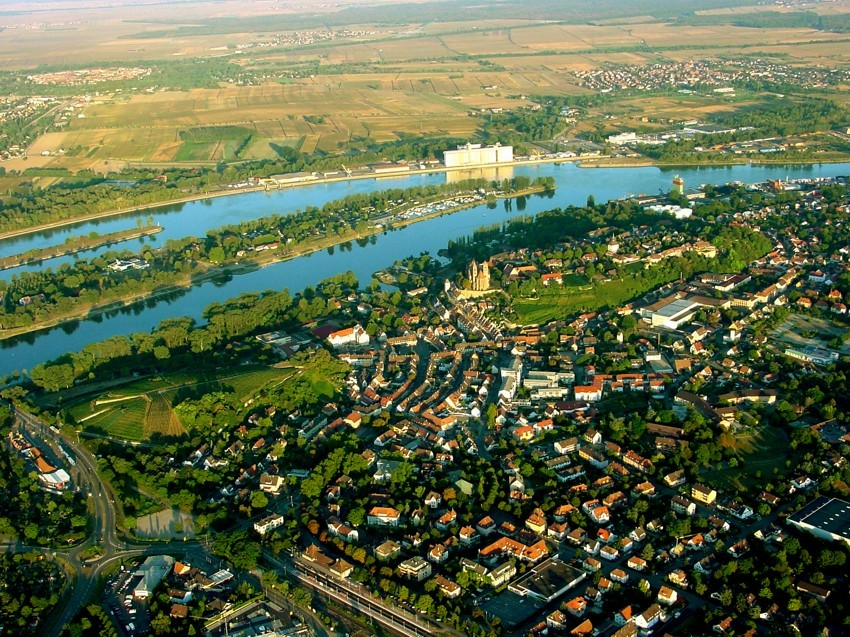
Вид города с воздуха
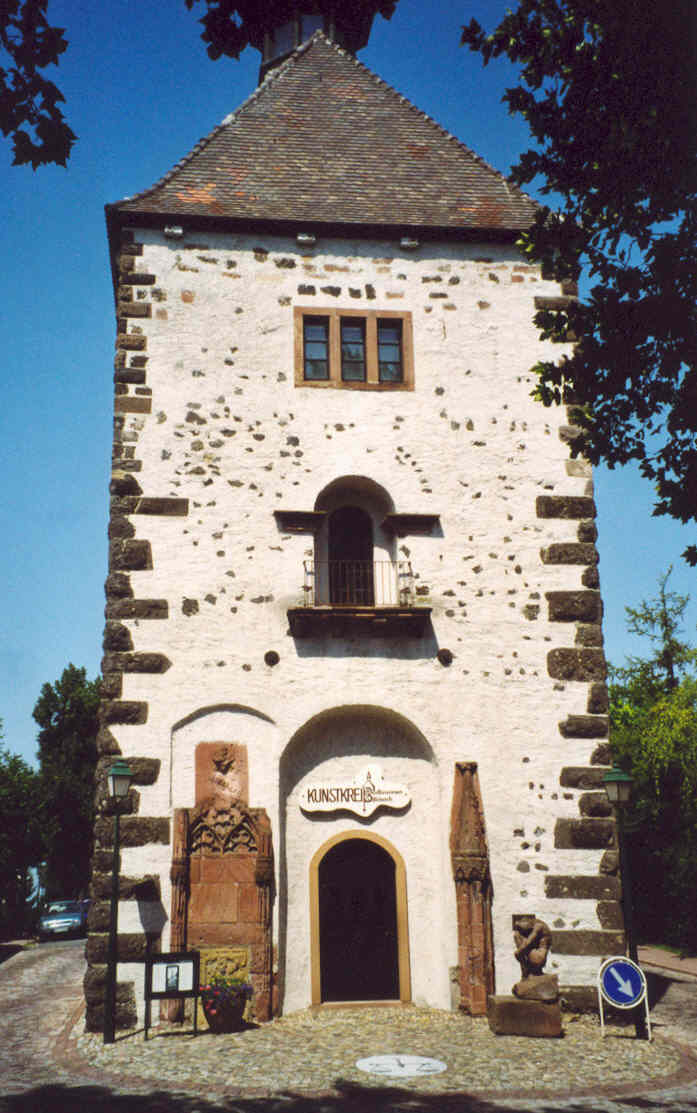
Бруннентурм (Колодезная Башня)
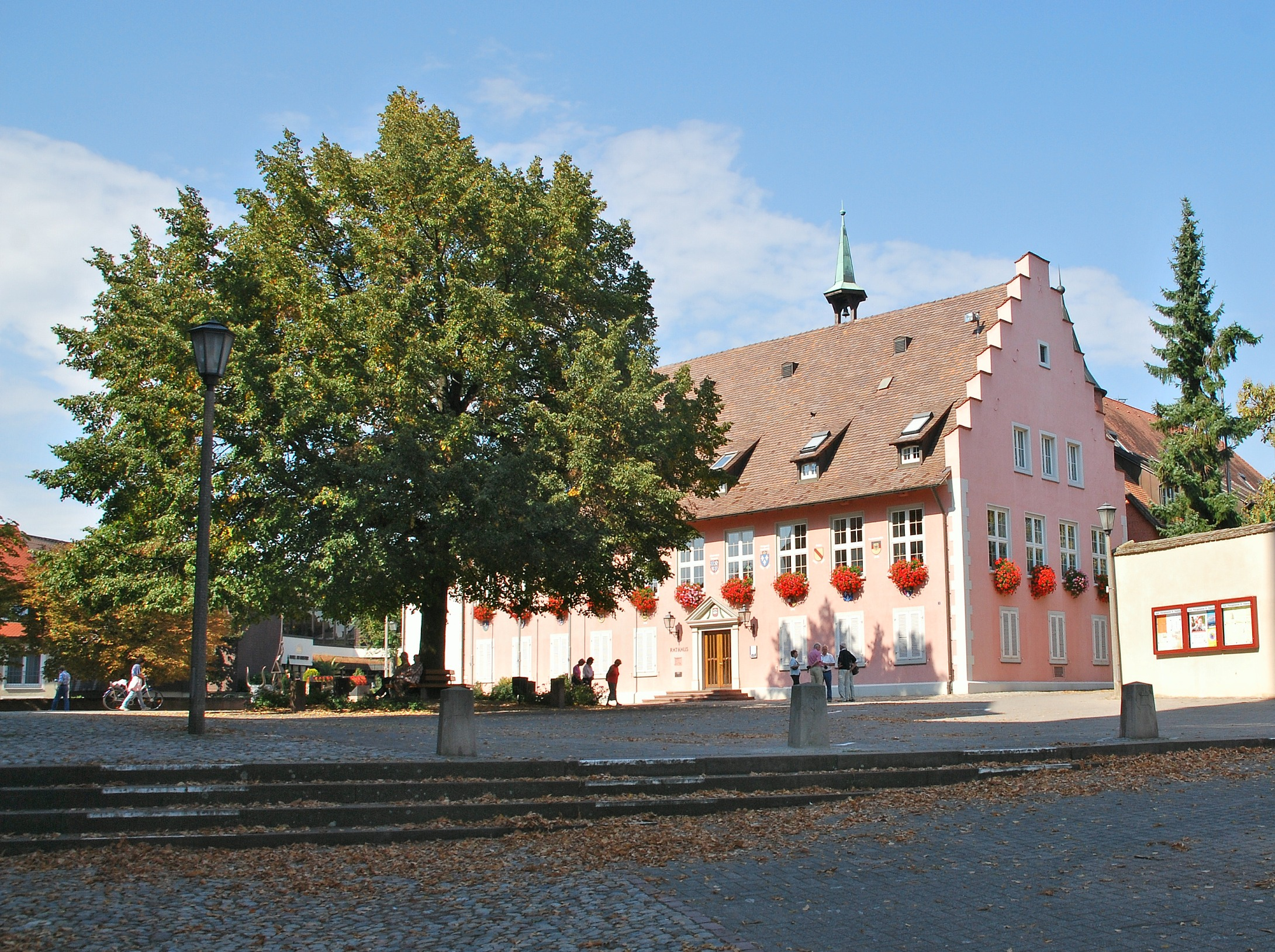
Брайзахская ратуша